# Verjon
Verjon es una comuna francesa situada en el departamento de Ain, de la región de Auvernia-Ródano-Alpes. Pertenece a la comunidad de aglomeración del Bassin de Bourg-en-Bresse.

## Demografía
| 237 | 205 | 187 | 209 | 235 | 192 | 237 | 259 | 295 |
| Para los censos de 1962 a 1999 la población legal corresponde a la población sin duplicidades (Fuente: INSEE [Consultar]) |     |     |     |     |     |     |     |     |